# がんばれ満月姫!
がんばれ満月姫!（がんばれまんげつひめ）とは、2009年1月にトリビーから発売されたパチスロ機（5号機）である。

## 概要
オリジナルキャラクターが活躍するノンタイアップパチスロ機。
本機登場まで、トリビーの25パイ機はほぼ全てサミー製筐体を使用していたが、本機ではアルゼのDX筐体を使用している。DX筐体がアルゼグループ以外の会社に提供されるのはこれが初めてである。ただし、DX筐体では前面のほぼすべてが透過型液晶となっている所、リール右側部分を隠し、小丸型の穴をあけた「のぞき穴液晶」としている。
ストーリーとしては、月見家のお姫様・三日月姫が父上にかけられた呪いを解くべく、父上と合体して満月姫となり敵と対決するというもの。さらに特定契機でスーパー満月姫に変身することもある。

## スペック
- ボーナスは純増約288枚の赤7BIG、同約240枚の白7BIG、同約104枚のミドルボーナス、同約16枚の変身チャンスを搭載している。
- 全てのボーナス後は「チャンスゾーン(CZ)」があり、ベル揃いでRT「月影城潜入ステージ」へ突入する。RTは33ゲーム継続し、1ゲームあたり約0.7枚の増加が見込める準完走型[注釈 2]RTである。
- 最終ゲームから発展する「ボスバトル」で勝利できれば RT継続orボーナスとなる。
- 通常時、リプレイの連続で「変身チャンス」への期待が高くなる。ただし、変身チャンス入賞後のチャンスゾーンはRT突入期待度が低い。

## 登場人物
三日月姫（みかづきひめ）
声：釘宮理恵
父上様（ちちうえさま）
声：不明
満月姫（まんげつひめ）
声：大原さやか
スーパー満月姫（すーぱーまんげつひめ）
声：佐藤利奈

## その他
3曲のオリジナルソングがある。
- 「燃えろ満月姫」　歌：Matsuo-PYON
- 「a way of living」　歌：佐藤利奈
- 「ウルトラビクトリー」　歌：釘宮理恵